# Schwenck
Cléber Schwenck Tiene, mais conhecido como Schwenck (Rio de Janeiro, 8 de fevereiro de 1979), é um ex-futebolista brasileiro que atuava como atacante.

## Carreira

### Início
Revelado pelo Nova Iguaçu, Schwenck permaneceu no clube laranja de 1993 a 1998. Passou nos anos seguintes por CRB, Juventus-SP, CFZ de Brasília e Al-Riyadh. Em 2004, o jogador chegou ao Cruzeiro, mas logo foi negociado ao Botafogo.

### Botafogo
No alvinegro carioca, Schwenck foi do inferno ao céu. O atacante ficou famoso por ter perdido gols inacreditáveis e muitos pênaltis, além de ter demorado vinte rodadas para fazer seu primeiro gol pelo clube. Justamente quando desencantou, Schwenck fez um gol de bicicleta contra o Guarani. Porém o atacante escreveria seu nome na história do clube positivamente no último jogo do Campeonato Brasileiro de 2004. Precisando de uma combinação de resultados para escapar do rebaixamento para a Série B, o alvinegro empatou com o Atlético Paranaense pelo placar de 1–1. Schwenck recebeu um passe de Ricardinho e marcou o gol do Glorioso e Washington empatou para o Atlético Paranaense. O Botafogo de Futebol e Regatas escacou do rebaixamento por um ponto e o clube da baixada foi vice campeão brasileiro.

### Vegalta e Figueirense
Ao início de 2005, ele foi atuar pelo Vegalta Sendai e, no ano seguinte, acertou sua volta ao Brasil indo jogar por outro alvinegro: o Figueirense. Formando um trio ofensivo ao lado de Cícero e Soares, Schwenck ajudou o clube a vencer o Campeonato Catarinense de 2006 e a fazer uma boa campanha no Brasileirão daquele ano. Chegou a receber o apelido de Schwenckchenko, em comparação ao atacante ucraniano Andriy Shevchenko.

### Israel e Pohang
Valorizado, o atacante foi transferido ao Beitar Jerusalém de Israel em 2007. No meio daquele ano, foi para o Pohang Steelers.

### Goiás, Juventude e Figueirense outra vez
Entre o final de 2007 e o começo de 2008 o atacante é contratado pelo Goiás, Schwenck jogava nessa altura no Pohang Steelers, da Coreia do Sul. Após não ser aproveitado, o jogador é emprestado ao Juventude. Após uma campanha razoável no Juventude o jogador retornou ao clube em que tanto foi agraciado pela torcida: o Figueirense.

### Vitória
No dia 11 de janeiro de 2010, acertou sua ida ao Vitória. Fez sua estreia logo num clássico Ba-Vi, no dia 24 de janeiro de 2010, sendo destaque na vitória por 2–0 do rubro-negro. Entrou em campo como titular nas duas partidas da final da Copa do Brasil de 2010, sem conseguir marcar gols. Apesar disso, foi reserva na maior parte do ano e, no final do mesmo, foi dispensado.

### Criciúma, Itumbiara & Guarani
Assinou com o Criciúma para a temporada 2011, não permanecendo para 2012, ano em que defende as cores do Itumbiara. Para a disputa da Série B do Campeonato Brasileiro, o craque acertou com o Guarani de Campinas. Marcou um golaço de fora da área contra o Ipatinga aos 43 do segundo tempo quando o jogo estava 0–0 no dia 3 de julho de 2012. Schwenck fez um gol depois de uma bobeira de Neneca, arqueiro do América Mineiro. Neneca bateu o tiro de meta para um defensor do clube mineiro, pressionado por Schwenck, ele devolveu para Neneca que tentou driblar o atacante bugrino escorregou e Schwenck se aproveitou do erro e mandando para o fundo das redes. Antes, Schwenck tinha batido um pênalti, defendido por Neneca.

### CRB
No dia 21 de janeiro, o CRB anunciou a contratação do atacante para a temporada 2013, sendo esta sua segunda passagem pelo "Galo da Pajuçara" (a primeira foi entre 1999 e 2001). Em 21 de março de 2013 foi o grande destaque da goleada contra o CEO válida pelo Campeonato Alagoano 2013, onde marcou cinco gols e ajudou o CRB a vencer por 6–0 no Trapichão. Se destacou na final do Campeonato Alagoano de 2013 contra o rival CSA, onde fez dois gols e foi importantíssimo na vitória do Galo por 4–2. Após boas partidas em seu retorno ao clube, conquista o Campeonato Alagoano de 2013.

### ABC
Desejado pelo ABC desde do ano anterior, enfim foi anunciado como reforço do clube potiguar no Campeonato Brasileiro.

### Retorno ao Marcílio Dias
Em 2015, retornou ao Marcílio Dias para a disputa da Série A do Campeonato Catarinense. Com a chegada de Schwenck, o Marinheiro uniu mais uma vez a dupla Schwenck e Soares, que fez sucesso no Figueirense em 2005 e 2006. Ele voltou a defender o clube rubro-anil nas temporadas de 2017 e 2018.

### Retorno ao Nova Iguaçu
Em 23 de dezembro de 2015, foi anunciado seu retorno ao Nova Iguaçu para a disputa do Campeonato Carioca de Futebol de 2016 - Série B.

## Títulos
CFZ
- Campeonato Brasiliense: 2002

Cruzeiro
- Campeonato Mineiro: 2004

Figueirense
- Campeonato Catarinense: 2006

Pohang Steelers
- Campeonato Sul-Coreano: 2007

Vitória
- Campeonato Baiano: 2010
- Campeonato do Nordeste: 2010

CRB
- Campeonato Alagoano: 2013

Joinville
- Campeonato Brasileiro Série - B: 2014

Nova Iguaçu
- Campeonato Carioca Série B: 2016